# 개발실험단
개발실험단(일본어: 開発実験団 가이하쓰짓켄단[*] 영어: JGSDF Test and Evaluation Command (TECOM))은 육상자위대 후지 주둔지에서 연구 및 개발, 실험을 맡고 있는 교육훈련연구본부의 산하 부대이다.

## 역사
1958년 6월 25일, 육상자위대 후지학교 종합연구부가 기계화실험대로 개편되었다.
1970년 8월 5일, 장비개발실험대로 개편되었다.
2001년 3월 27일, 개발실험단이 되었다.
2018년 3월 27일, 소속기관인 연구본부가 육상자위대 간부학교와 합쳐져 교육훈련연구본부로 재편성되었다.

## 조직 구조

### 부서
- 총무과
- 계획과
- 평가과

### 부대
- 장비실험대
  - 본부
  - 제1실험과
  - 제2실험과
  - 제3실험과
  - 제4실험과
  - 제5실험과
  - 제6실험과
  - 제7실험과
- 비행실험대 - 아케노 주둔지
  - 계측해석반
  - 비행반
  - 정비반
- 부대의학실험대 - 미슈쿠 주둔지
  - 의학-특수무기위생연구과
  - 실험과

## 계보
- 1958년 6월 25일, 機械化実験隊→기계화실험대
- 1970년 8월 5일, 装備開発実験隊→장비개발실험대
- 2001년 3월 27일, 開発実験団→개발실험단

## 같이 보기
- 방위성 일본 방위장비청
- 방위성 기술연구본부
- 해상자위대 개발대군
- 항공자위대 항공개발실험집단

## 참고
- “陸上自衛隊開発実験団の組織等に関する訓令” (PDF) (일본어). 2001년 3월 26일. 2023년 7월 16일에 확인함.